# Olympische Sommerspiele 1976/Ringen – Griechisch-römischer Stil Superschwergewicht (Männer)
Das Ringen im griechisch-römischen Stil der Männer in der Klasse über 100 kg bei den Olympischen Sommerspielen 1976 wurde vom 20. bis 24. April in der Aréna Maurice-Richard ausgetragen.

## Wettkampfformat
Die Kampfzeit war auf drei Mal drei Minuten beschränkt. Ein Ringer blieb solange im Turnier, bis er mit sechs Minuspunkten belastet war. Sobald nur noch zwei oder drei Athleten übrig waren, wurde eine Finalrunde um die Medaillen ausgetragen.
Minuspunkte wurden wie folgt verteilt:
- 0,5: Sieg durch technische Überlegenheit
- 1: Sieg nach Punkten
- 2: Unentschieden
- 2: Unentschieden, Passivität
- 3: Niederlage nach Punkten
- 3,5: Niederlage durch technische Überlegenheit des Gegners
- 4: Niederlage durch Schultersieg des Gegners, Passivität, Verletzung

## Ergebnisse
Legende
- MPG – Minuspunkte Gesamt
- MPK – Minuspunkte in diesem Kampf

### Runde 1
| MPG | MPK |                 | Zeit      |                         | MPK | MPG |
| --- | --- | --------------- | --------- | ----------------------- | --- | --- |
| 4   | 4   | János Rovnyai   | DQ / 7:22 | Roman Codreanu          | 0   | 0   |
| 0   | 0   | Richard Wolff   | DQ / 5:00 | Arne Robertsson         | 4   | 4   |
| 4   | 4   | Mamadou Sakho   | DQ / 3:20 | Seiji Matsunaga         | 0   | 0   |
| 4   | 4   | Alexandar Tomow | TF / 1:14 | William Lee             | 0   | 0   |
| 4   | 4   | Henryk Tomanek  | TF / 2:40 | Oleksandr Koltschynskyj | 0   | 0   |
| 0   | 0   | Einar Gundersen | DQ / 4:57 | Carlos Braconi          | 4   | 4   |

### Runde 2
| MPG | MPK |                         | Zeit      |                 | MPK | MPG |
| --- | --- | ----------------------- | --------- | --------------- | --- | --- |
| 4   | 0   | János Rovnyai           | TF / 1:34 | Richard Wolff   | 4   | 4   |
| 0   | 0   | Roman Codreanu          | TF / 3:59 | Arne Robertsson | 4   | 8   |
| 8   | 4   | Mamadou Sakho           | TF / 1:03 | Alexandar Tomow | 0   | 4   |
| 4   | 4   | Seiji Matsunaga         | DQ / 7:14 | William Lee     | 0   | 0   |
| 4   | 0   | Henryk Tomanek          | DQ / 6:54 | Einar Gundersen | 4   | 4   |
| 0   | 0   | Oleksandr Koltschynskyj | TF / 0:48 | Carlos Braconi  | 4   | 8   |

### Runde 3
| MPG | MPK |                         | Zeit      |                 | MPK | MPG |
| --- | --- | ----------------------- | --------- | --------------- | --- | --- |
| 8   | 4   | János Rovnyai           | DQ / 6:51 | Alexandar Tomow | 0   | 4   |
| 0   | 0   | Roman Codreanu          | DQ / 5:15 | Richard Wolff   | 4   | 8   |
| 4   | 4   | William Lee             | DQ / 8:35 | Henryk Tomanek  | 0   | 4   |
| 0   | 0   | Oleksandr Koltschynskyj | TF / 2:33 | Einar Gundersen | 4   | 8   |

### Runde 4
| MPG | MPK |                         | Zeit      |                | MPK | MPG |
| --- | --- | ----------------------- | --------- | -------------- | --- | --- |
| 2   | 2   | Roman Codreanu          | D1 / 7:30 | William Lee    | 4   | 8   |
| 4   | 0   | Alexandar Tomow         | TF / 0:23 | Henryk Tomanek | 4   | 8   |
| 0   |     | Oleksandr Koltschynskyj |           | Freilos        |     |     |

### Finale
| MPG | MPK |                         | Zeit      |                 | MPK | MPG |
| --- | --- | ----------------------- | --------- | --------------- | --- | --- |
|     | 0   | Oleksandr Koltschynskyj | TF / 0:37 | Roman Codreanu  | 4   |     |
| 1   | 1   | Oleksandr Koltschynskyj | 12 - 6    | Alexandar Tomow | 3   |     |
| 8   | 4   | Roman Codreanu          | IN / 0:32 | Alexandar Tomow | 0   | 3   |